# Дауд-шах II
Шамс уд-Дін Дауд-шах II (урду شمس الدین شاہ بہمنی; д/н — 1414) — 7-й султан держави Бахмані у червні—листопаді 1397 року.

## Життєпис
Син султана Мухаммад-шаха II та тюркської наложниці. Ймовірно через це мав слабкі шанси на трон. У червні 1397 року після повалення зведеного брата — султана Тахматан-шаха — отримав трон. Втім фактична влада зосередилася в Лалчін-хан Тагалчина, що контролював тюркську гвардію. Його султан призначив вакілем (першим міністром). Також надав матері титул махдума-і-джахан (мати-правителька).
Невдовзі його родичі — брати Фіруз і Ахмад — почали повстання, оскільки вакіль Тагалчин планував їх ув'язнити. Вони швидко звільнили Тахматан з фортеці Сагар, чим залучили на свій бік багатьох військових та феодалів. У вирішальній битві в листопаді Лалчін-хан Тагалчин зазнав поразки й загинув. 15 листопада 1397 року Дауд-шаха II було позбавлено трону, який обійняв Фіруз-шах. Останній дозволив колишньому султану з матір'ю вирушити до Мекки. Там Дауд помер 1414 року.